# Den helige Hieronymus botgörande
Den helige Hieronymus botgörande är två målningar utförda av Georges de la Tour, med liknande tema och komposition. Den ena versionen finns i Nationalmuseums samling i Stockholm, den andra finns på konstmuseet i Grenoble. Versionerna skiljer sig på så sätt att i Stockholms version finns det en kardinalshatt som saknas i målningen i Grenoble, medan i Grenobles version har Hieronymus en aura och hans röda mantel sveper om hans höfter.

## Grenobleversionen
Grenobleversionen anses av specialister vara den första.
Den här målningen kommer från abbotskyrkan i Saint-Antoine en Viennois och konfiskerades av staten under franska revolutionen. Den uppslagna Bibeln, som Hieronymus var en av de första att översätta, det blodiga botgöringsrepet, dödskallen och korset förstärker scenens andliga stämning.

## Stockholmsversionen
Målningen föreställer kyrkofadern och helgonet Hieronymus i grottan där han vistades för att leva i askes och för att ägna sig åt bland annat bibelöversättning. Bland föremålen i bilden berättar hatten om hans höga position inom kyrkan, boken om hans bildning och piskan om hans botgöring. Genom sitt sätt att framställa huden låter konstnären den bli en viktig del av målningens uttryck. Slående naturtroget målad får den helgonet att framträda som av kött och blod ännu för vår tids betraktare.